# エリック・クルベロ
エリック・クルベロ・デ・ラ・フェ（Eric Curbelo de la Fe、1994年1月14日 - ）は、スペイン・カナリア諸島州サンタ・ブリヒダ出身のサッカー選手。スポルティング・デ・ヒホン所属。ポジションはDF。

## クラブ経歴
2013-14シーズンに当時テルセーラ・ディビシオンに所属していたUDテルデでアマチュア選手からキャリアをスタートさせた。
2015年12月28日、3年契約でUDラス・パルマスへ移籍し、加入後はBチームへ登録されることになった。1シーズン半在籍したBチームでの活躍が評価され、2018-19シーズンの1月2日、トップチームへ昇格し、背番号6番をつける事が決定した。
2024年7月10日、スポルティング・デ・ヒホンに移籍した。